# وارويك فيرفاكس
وارويك فيرفاكس (بالإنجليزية: Warwick Fairfax)‏ هو ناشر أسترالي، ولد في ديسمبر 1960.